# Landwirtschaftsgericht
Das Landwirtschaftsgericht ist seit 1953 in Deutschland bundesweit eine Abteilung des Amtsgerichts mit ausschließlicher Zuständigkeit zur Entscheidung über Landwirtschaftssachen. Übergeordnet sind die Senate für Landwirtschaftssachen beim Oberlandesgericht und beim Bundesgerichtshof. In allen diesen besonderen Spruchkörpern sind ehrenamtliche Richter beteiligt (zum Ganzen § 2 LwVfG).
Vorläufer waren ab 1933 die Anerbengerichte nach dem Reichserbhofgesetz, ab 1947 die Bauerngerichte in der amerikanischen, die Landwirtschaftsgerichte in der französischen und die Gerichte für Landwirtschaftssachen in der britischen Zone.

## Zuständigkeit
Zu den Landwirtschaftssachen gehören unter anderem Verfahren über
- Landpachtverträge nach den §§ 585 ff. des BGB (§ 1 Nr. 1 und 1a LwVfG)
- Anzeige und Beanstandung von Landpachtverträgen nach § 1 Nr. 1 des Landpachtverkehrsgesetzes
- die Genehmigung der rechtsgeschäftlichen Veräußerung eines landwirtschaftlichen Grundstücks nach den §§ 1 ff., 18 ff. des Grundstückverkehrsgesetzes (§ 1 Nr. 2 LwVfG)
- Einwendungen gegen das siedlungsrechtliche Vorkaufsrecht nach § 10 des Reichssiedlungsgesetzes (§ 1 Nr. 3 LwVfG)
- die Zuweisung eines landwirtschaftlichen Betriebes nach den §§ 13 ff. des Grundstückverkehrsgesetzes (§ 1 Nr. 2 LwVfG), einschließlich Abfindung der Miterben
- das Anerbenrecht in Gebieten, wo ein solches besteht (§ 1 Nr. 5 LwVfG); hierzu gehören etwa
  - die Erteilung von Hoffolgezeugnissen oder Erbscheinen (§ 18 Abs. 2 HöfeO)[4]
  - die Zustimmung zu einer Verfügung von Todes wegen bzw. die Genehmigung eines Übergabevertrages (§§ 16, 17 HöfeO)
  - die Abfindung der Miterben (§§ 12, 13 HöfeO)
  - Fragen des Altenteils des überlebenden Ehegatten (§ 14 Abs. 2 HöfeO).

Baden-Württemberg hat 2009 im Agrarstrukturverbesserungsgesetz (ASVG) aufgrund von Art. 125a GG eigene Vorschriften über Grundstücksverkehr, Landpachtverkehr und ländliches Siedlungsrecht erlassen; auch hierbei handelt es sich um Landwirtschaftssachen der Landwirtschaftsgerichte (§ 32 Abs. 3 ASVG).
Ohne Zuziehung ehrenamtlicher Richter entscheiden Landwirtschaftsgerichte über die Beanstandung von Jagdpachtverträgen (§ 12 Abs. 3 Satz 3 BJagdG) und von Fischereipachtverträgen (§ 51 Abs. 2 LwVfG i. V. m. Landesrecht).
Landwirtschaftsgerichte entschieden auch in Verfahren zur Wiederherstellung des landwirtschaftlichen Privateigentums in Ostdeutschland nach dem Landwirtschaftsanpassungsgesetz (§ 65 LwAnpG).

## Organisation
Abgesehen von Niedersachsen und Hessen besteht eine Zuständigkeitskonzentration auf bestimmte Amtsgerichte nach § 8 LwVfG. Oftmals werden die Amtsgerichte am Sitz der Landgerichte berufen; in Sachsen und Bayern ist die Zahl der Landwirtschaftsgerichte sogar geringer als die der Landgerichte.
| Land  | Zahl der LwG | Zahl der AG |
| ----- | ------------ | ----------- |
| BW    | 19           | 108         |
| BY    | 21           | 73          |
| BE    | 1            | 11          |
| BB    | 4            | 24          |
| HB    | 2            | 3           |
| HH    | 2            | 8           |
| HE    | 41           | 41          |
| MV    | 4            | 10          |
| NI    | 80           | 80          |
| NW    | 59           | 129         |
| RP    | 17           | 46          |
| SL    | 1            | 10          |
| SN    | 3            | 25          |
| ST    | 6            | 25          |
| SH    | 19           | 22          |
| TH    | 4            | 23          |
| Summe | 283          | 638         |

(Länder mit Anerbenrecht im Fettdruck.)

## Besetzung
Das Landwirtschaftsgericht wird in der Regel mit einem Richter am Amtsgericht als Vorsitzendem und zwei ehrenamtlichen Richtern tätig. Die ehrenamtlichen Richter, auch Landwirtschaftsrichter genannt, werden auf Grund einer Vorschlagsliste vom Präsidenten des Oberlandesgerichts auf die Dauer von fünf Jahren berufen (§ 3 LwVfG). In die Vorschlagsliste werden nur Deutsche aufgenommen, die die Landwirtschaft im Gerichtsbezirk selbständig im Haupt- oder Nebenberuf ausüben oder ausgeübt haben (§ 4 LwVfG).

## Verfahren
Das Verfahren vor den Landwirtschaftsgerichten richtet sich nach dem Gesetz über das gerichtliche Verfahren in Landwirtschaftssachen (LwVfG), das für Landwirtschaftssachen der freiwilligen Gerichtsbarkeit auf das FamFG (bis 2009 FGG) verweist, für streitige Landwirtschaftssachen (insbesondere bei Landpachtverträgen) auf die ZPO. In Hamburg, Niedersachsen, Nordrhein-Westfalen und Schleswig-Holstein gilt in Anerbensachen zudem die Verfahrensordnung für Höfesachen als partielles Bundesrecht (Art. 125 Nr. 1 GG).
Im zweiten Rechtszug entscheidet das Oberlandesgericht, im dritten der Bundesgerichtshof, jeweils in der Besetzung mit drei Berufs- und zwei ehrenamtlichen Richtern (Senate für Landwirtschaftssachen). Das Oberlandesgericht Köln ist auch für den Bezirk des Oberlandesgerichts Düsseldorf zuständig, das Oberlandesgericht Zweibrücken auch für den Bezirk des Oberlandesgerichts Koblenz.